# سیارک ۲۷۲۱

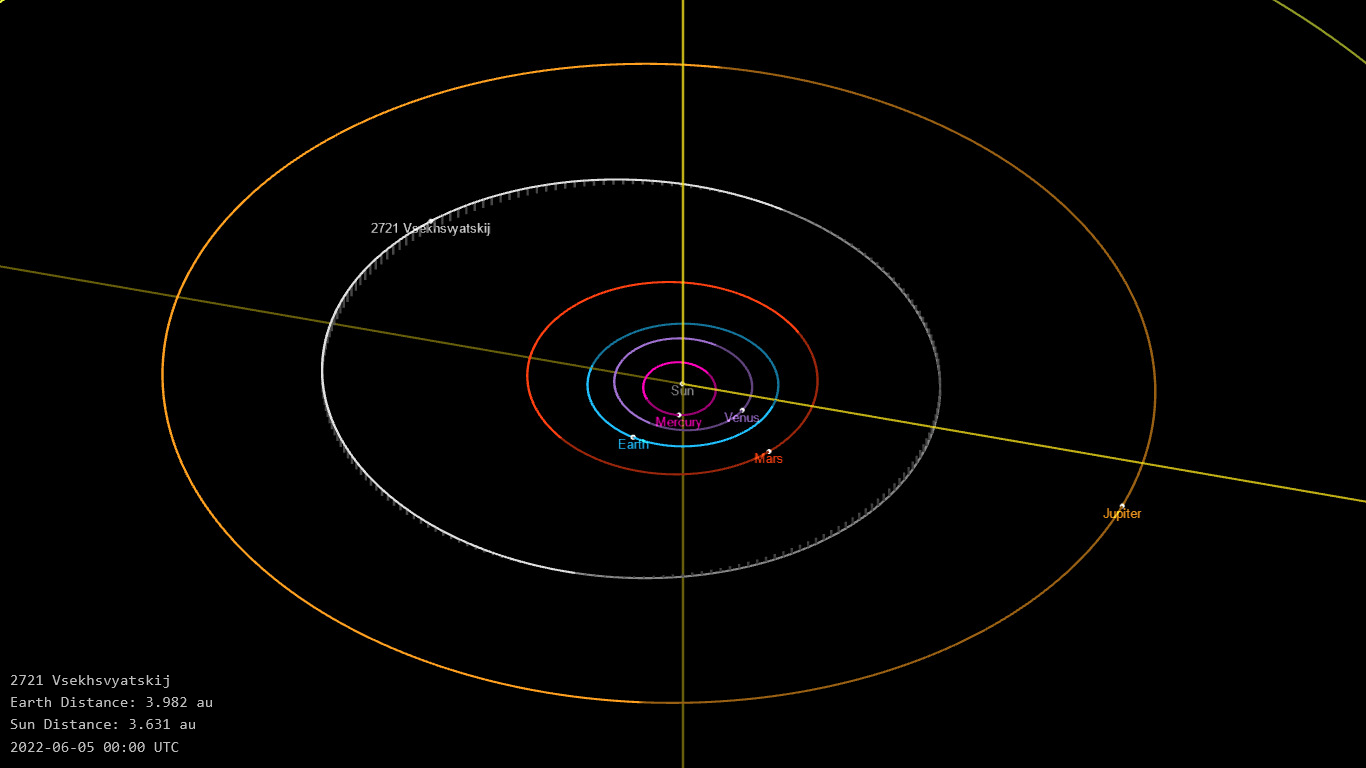
نمایی از محل قرارگیری سیارک ۲۷۲۱ در مدار – ۲۰۲۲

سیارک ۲۷۲۱ (به انگلیسی: 2721 Vsekhsvyatskij، نامگذاری:1973SP2) دو هزار و هفتصد و بیست و یکمین سیارک کشف شده‌است که در ۲۲ سپتامبر ۱۹۷۳ کشف شد.
قدر مطلق سیارک برابر ۱۲٫۰۰ است.